# پارک ملکه
پارک ملکه (تورنتو) (انگلیسی: Queen's Park) پارک شهری در مرکز شهر تورنتو ، انتاریو، کانادا است. در سال ۱۸۶۰ توسط ادوارد، پرنس ولز افتتاح شد و به افتخار ملکه ویکتوریا نامگذاری شد. این پارک محل ساختمان قانونگذاری انتاریو است که مجلس قانونگذاری انتاریو را در خود جای داده‌است. عبارت «پارک ملکه» به‌طور مرتب به عنوان مترادف برای دولت انتاریو یا مجلس قانونگذاری انتاریو استفاده می‌شود.
این پارک تقریباً یک انسداد دانشگاه تورنتو است که اکثر سرزمین‌های اطراف را اشغال می‌کند. در سال ۱۸۵۹، این زمین توسط دانشگاه تورنتو به یک دوره ۹۹۹ ساله به دولت شهر تورنتو اجاره داده شد. در سال ۱۸۸۰، بخشی از پارک ملکه انتخاب شد و به عنوان محلی برای احداث ساختمان‌های جدید قانونی و دپارتمان به دولت انتاریو داده شد. زمینی که توسط مجلس قانونگذاری انتاریو اشغال شده متعلق به دولت انتاریو است. پارک شمالی متعلق به دانشگاه تورنتو است و اجاره آن به شهر داده می‌شود. ساختمان‌های وزارت امور خارجه دولت انتاریو در منطقه بین خیابان ولزلی و خیابان گروسنور، سایر املاک را در شرق پارک اشغال می‌کنند. در حالی که مجاور پارک نیست، موزه رویال انتاریو و موزه گاردینر در همان نزدیکی قرار دارند.